# Jadów
Jadów è un comune rurale polacco del distretto di Wołomin, nel voivodato della Masovia.
Ricopre una superficie di 116,87 km² e nel 2004 contava 7 776 abitanti.